# ICD-10 第十一章：消化系统疾病

## K00-K14 口腔、涎腺和颌疾病
K00-K14 口腔、涎腺和颌疾病
- K00 牙齿发育和萌出疾患
- K01 埋伏牙和阻生牙
- K02 牙龋(齿)
- K03 牙齿硬组织的其他疾病
- K04 牙髓和根尖周组织疾病
- K05 龈炎和牙周疾病
- K06 牙龈和无牙牙槽嵴的其他疾患
- K07 牙面畸形（包括错颌）
- K08 牙齿及支持结构的其他疾患
- K09 口腔囊肿，不可归类在他处者
- K10 颌的其他疾病
- K11 涎腺疾病
- K12 口炎和有关损害
- K13 唇及口腔粘膜的其他疾病
- K14 舌疾病

## K20-K31 食管、胃和十二指肠疾病
K20-K31 食管、胃和十二指肠疾病
- K20 食管炎
- K21 胃、食管反流性疾病
- K22 食管的其他疾病
- K23 分类于他处的疾病引起的食管疾患
- K25 胃溃疡
- K26 十二指肠溃疡
- K27 消化性溃疡，部位未特指
- K28 胃空肠溃疡
- K29 胃炎和十二指肠炎
- K30 消化不良
- K31 胃和十二指肠的其他疾病

## K35-K38 阑尾疾病
K35-K38 阑尾疾病
- K35 急性阑尾炎
- K36 其他阑尾炎
- K37 未特指的阑尾炎
- K38 阑尾的其他疾病

## K40-K46 疝
K40-K46 疝
- K40 腹股沟疝
- K41 股疝
- K42 脐疝
- K43 腹疝
- K44 膈疝
- K45 其他腹部疝
- K46 未特指的腹部疝

## K50-K52 非感染性肠炎和结肠炎
K50-K52 非感染性肠炎和结肠炎
- K50 克罗恩病（节段性肠炎）
- K51 溃疡性结肠炎
- K52 其他非感染性胃肠炎和结肠炎

## K55-K63 肠的其他疾病
K55-K63 肠的其他疾病
- K55 肠血管疾患
- K56 无力性肠梗阻和肠梗阻、不伴有疝
- K57 肠憩室性疾病
- K58 过敏性大肠综合症
- K59 其他功能性肠疾患
- K60 肛门及直肠区的裂瘘
- K61 肛门和直肠区脓肿
- K62 肛门和直肠的其他疾病
- K63 肠的其他疾病

## K65-K67 腹膜疾病
K65-K67 腹膜疾病
- K65 腹膜炎
- K66 腹膜的其他疾患
- K67 分类于他处的传染病引起的腹膜疾患

## K70-K77 肝疾病
K70-K77 肝疾病
- K70 酒精性肝病
- K71 中毒性肝病
- K72 肝衰竭，不可归类在他处者
- K73 慢性肝炎，不可归类在他处者
- K74 肝纤维化和硬变
- K75 其他炎性肝脏疾病
- K76 肝的其他疾病
- K77 分类于他处的疾病引起的肝疾患

## K80-K87 胆囊、胆道和胰腺疾患
K80-K87 胆囊、胆道和胰腺疾患
- K80 胆石病
- K81 胆囊炎
- K82 胆囊的其他疾病
- K83 胆道的其他疾病
- K85 急性胰腺炎
- K86 胰腺的其他疾病
- K87 分类于他处的疾病引起的胆囊、胆道和胰腺疾患

## K90-K93 消化系统的其他疾病
K90-K93 消化系统的其他疾病
- K90 肠吸收障碍
- K91 消化系统的操作后疾患，不可归类在他处者
- K92 消化系统其他疾病
- K93 分类于他处的疾病引起的其他消化器官疾病